# Боровлянский сельсовет (Ребрихинский район)
Боровлянский сельсовет — муниципальное образование со статусом сельского поселения и административно-территориальное образование в Ребрихинском районе Алтайского края России. Административный центр — село Боровлянка.

## Демография
По результатам Всероссийской переписи населения 2010 года, численность населения муниципального образования составила 734 человека, в том числе 347 мужчин и 387 женщин. Оценка Росстата на 1 января 2012 года — 737 человек.

## Населённые пункты
В состав сельского поселения входит 2 населённых пункта:
- село Боровлянка,
- село Касмалинка.